# Estoril Open
Estoril Open (også kendt som Millennium Estoril Open af sponsor grunde) er en ATP grusbane -tennisturnering. Turneringen var indtil 2024 en del af ATP 250. I 2024 blev den lavet om til en Challenger 175 turnering. Den afholdes på sportskomplekset Clube de Ténis do Estoril i Cascais. Turneringen blev oprettet i 2015 for at erstatte det historiske Portugal Open, som blev aflyst på grund af manglende sponsorater. Turneringen blev skabt af den tidligere hollandske tennisspiller Benno van Veggel og den portugisiske fodboldagent Jorge Mendes.    

## Tidligere finaler

### Singles
| År   | Vinder                                    | Finalist                                  | Score                                     |
| ---- | ----------------------------------------- | ----------------------------------------- | ----------------------------------------- |
| 2015 | Richard Gasquet                           | Nick Kyrgios                              | 6–3, 6–2                                  |
| 2016 | Nicolás Almagro                           | Pablo Carreño Busta                       | 6–7 (6–8), 7–6 (7–5), 6–3                 |
| 2017 | Pablo Carreño Busta                       | Gilles Müller                             | 6-2, 7-6 (7-5)                            |
| 2018 | João Sousa                                | Frances Tiafoe                            | 6–4, 6–4                                  |
| 2019 | Stefanos Tsitsipas                        | Pablo Cuevas                              | 6-3, 7-6 (7-4)                            |
| 2020 | Ikke afholdt grundet COVID-19-pandemien . | Ikke afholdt grundet COVID-19-pandemien . | Ikke afholdt grundet COVID-19-pandemien . |
| 2021 | Albert Ramos Viñolas                      | Cameron Norrie                            | 4-6, 6-3, 7-6 (7-3)                       |
| 2022 | Sebastián Báez                            | Frances Tiafoe                            | 6–3, 6–2                                  |
| 2023 | Casper Ruud                               | Miomir Kecmanovic                         | 6-2, 7-6 (7-3)                            |
| 2024 | Hubert Hurkacz                            | Pedro Martínez                            | 6–3, 6–4                                  |

### Doubles
| År   | Mestre                                   | Næster                                   | Score                                    |
| ---- | ---------------------------------------- | ---------------------------------------- | ---------------------------------------- |
| 2015 | Forkæl Huey Scott Lipsky                 | Marc López David Marrero                 | 6–1, 6–4                                 |
| 2016 | Erik Butorac Scott Lipsky (2)            | Łukasz Kubot Marcin Matkowski            | 6-4, 3-6, [10-8]                         |
| 2017 | Ryan Harrison Michael Venus              | David Marrero Tommy Robredo              | 7–5, 6–2                                 |
| 2018 | Kyle Edmund Cameron Norrie               | Wesley Koolhof Artem Sitak               | 6–4, 6–2                                 |
| 2019 | Jérémy Chardy Fabrice Martin             | Luke Bambridge Jonny O'Mara              | 7-5, 7-6 (7-3)                           |
| 2020 | Ikke afholdt grundet COVID-19-pandemien. | Ikke afholdt grundet COVID-19-pandemien. | Ikke afholdt grundet COVID-19-pandemien. |
| 2021 | Hugo Nys Tim Pütz                        | Luke Bambridge Dominic Inglot            | 7-5, 3-6, [10-3]                         |
| 2022 | Nuno Borges Francisco Cabral             | Máximo González André Göransson          | 6–2, 6–3                                 |
| 2023 | Sander Gille Joran Vliegen               | Nikola Cacic Miomir Kecmanovic           | 6–3, 6–4                                 |
| 2024 | Gonzalo Escobar Aleksandr Nedovyesov     | Sadio Doumbia Fabien Reboul              | 7–5, 6–2                                 |